# Schweinfurt járás
Schweinfurt járás egy járás Bajorországban. Schweinfurt járás Würzburg, Kitzingen, Main-Spessart, Bad Kissingen, Schweinfurt, Rhön-Grabfeld, Haßberge, Bamberg és Gerolzhofen járásokkal határos. Lakosainak száma 103 697 fő (1987. május 25.).

## Népesség
A járás népessége az elmúlt években az alábbi módon változott:
| Lakosok száma | 98 100 | 103 697 | 112 857 | 113 007 | 113 747 | 114 813 | 114 823 | 115 105 | 115 106 |
|               | 1970   | 1987    | 2012    | 2013    | 2014    | 2015    | 2016    | 2017    | 2019    |